# Reinhold Breu
Reinhold Breu (* 12. September 1970 in Deggendorf) ist ein ehemaliger deutscher Fußballspieler und heutiger Fußballtrainer.

## Karriere

### Spieler
In seiner Jugend war Breu für die Vereine FC Edenstetten, SpVgg. Plattling, TSV 1860 München und den FC Bayern München aktiv.
Anschließend spielte er ab 1990 beim SV Lohhof in der Oberliga Bayern und ging von dort fünf Jahre später zum 1. FC Köln, wo er jedoch nur in der 2. Mannschaft zum Einsatz kam. 1996 wechselte er weiter zu Austria Wien. Ab Januar 1998 spielte er für ein halbes Jahr beim First Vienna FC 1894, ehe er zu Eintracht Trier wechselte. 2000 schloss er sich Wacker Burghausen an und beendete dort zwei Jahre seine später aktive Karriere.
Breu absolvierte sechs Länderspiele für die U-16-Nationalmannschaft. Er gehörte zum Kader der BFV Auswahlspieler und schaffte in seiner aktiven Laufbahn den Aufstieg in die 2. Bundesliga mit Wacker Burghausen. Er nahm mit Austria Wien am UEFA-Cup teil und wurde für seine „Besonderen Verdienste um den Fußball“ in die Hall of Fame des BFV aufgenommen.

### Trainer und Funktionär
Breu ist seit 2003 Diplom-Sportmanager und kam 2006 in Besitz der UEFA-Pro-Lizenz. Nachdem er seit dem Ende seiner Spielerkarriere für den BFV und den DFB als Trainer gearbeitet hatte, wurde er 2004 Nachwuchskoordinator beim SSV Jahn Regensburg. 2008 übernahm er diese Aufgabe bei Eintracht Trier. Dort war er 2010 auch kurzzeitig als Trainer der Regionalliga-Mannschaft tätig.
Von 2011 bis 2021 war Breu Technischer Direktor des Luxemburgischen Fußballverbandes und damit auch für das Talentförderungsprogramm und die Trainerausbildung zuständig. Unter seiner Führung wurde die Jugendausbildung nach französischem Vorbild zentralisiert; Jugendliche trainieren in der Woche in den Jugendnationalmannschaften und verweilen nur an Wochenenden bei ihren Vereinen. Des Weiteren wechselten viele Nachwuchsspieler ins Ausland. In die Ausbildung an der verbandseigenen Akademie in Monnerich fließen zudem Einflüsse aus der spanischen Nachwuchsausbildung und von Trainern wie Antonio Conte, Diego Simeone oder Pep Guardiola.
Die luxemburgische U15-Nationalmannschaft schlug nach Breus Dienstantritt als Technischer Direktor die Türkei (4:1) und Belgien (4:2); auch der luxemburgische U18 gelang es, den Nachbarn aus Belgien zu schlagen, wobei Breu als Trainer fungierte. Die luxemburgische A-Nationalmannschaft schlug seit November 2016 Griechenland und Albanien; überdies erreichte die Mannschaft im September 2017 in der WM-Qualifikation in Toulouse gegen Frankreich ein 0:0.
Zur Saison 2021/22 wechselte er als Co-Trainer von Manfred Schmid zum österreichischen Erstligisten Austria Wien. Doch nur sechs Monaten später gab Breu diese Stelle wieder auf und wurde zum 1. Januar 2022 Technischer Direktor des Litauischen Fußballverbandes. Dort übernahm er dann im Sommer 2022 für ein halbes Jahr interimsmäßig die Stelle des Nationaltrainers von Litauen, nachdem Valdas Ivanauskas wegen Erfolglosigkeit entlassen wurde. Ab dem 1. Januar 2023 war Breu dann auch verantwortlich für die litauische U-19-Auswahl. Nach drei Jahren beendet er Anfang 2025 seine Tätigkeit in Litauen.
Am 29. April 2025 gab dann der luxemburgische Rekordmeister Jeunesse Esch die Verpflichtung Breus als Cheftrainer zur Saison 2025/26 bekannt.